# Парк «Муромець»
Па́рк «Муромець» — парк в Деснянському районі Києва, розташований між двома спальними районами міста Оболонню і Троєщиною на Трухановому острові та на острові Муромець. Площа парку — 219,4 га.

## Історія
Парк закладений в 1972 році в урочищі Чорторий під назвою парк Дружби Народів. Він став продовженням Дніпровського парку. Архітектори В. Г. Отрощенко, В. К. Юхно, В. П. Нагорний і Т. П. Шахун, дендролог В. В. Титов.
22 лютого 2018 року парк отримав сучасну назву, тотожну назві острова, на якому він розміщений. У серпні 2018 року в парку було встановлено пам'ятник богатирю часів Київської Русі Іллі Муромцю

## Сучасний стан

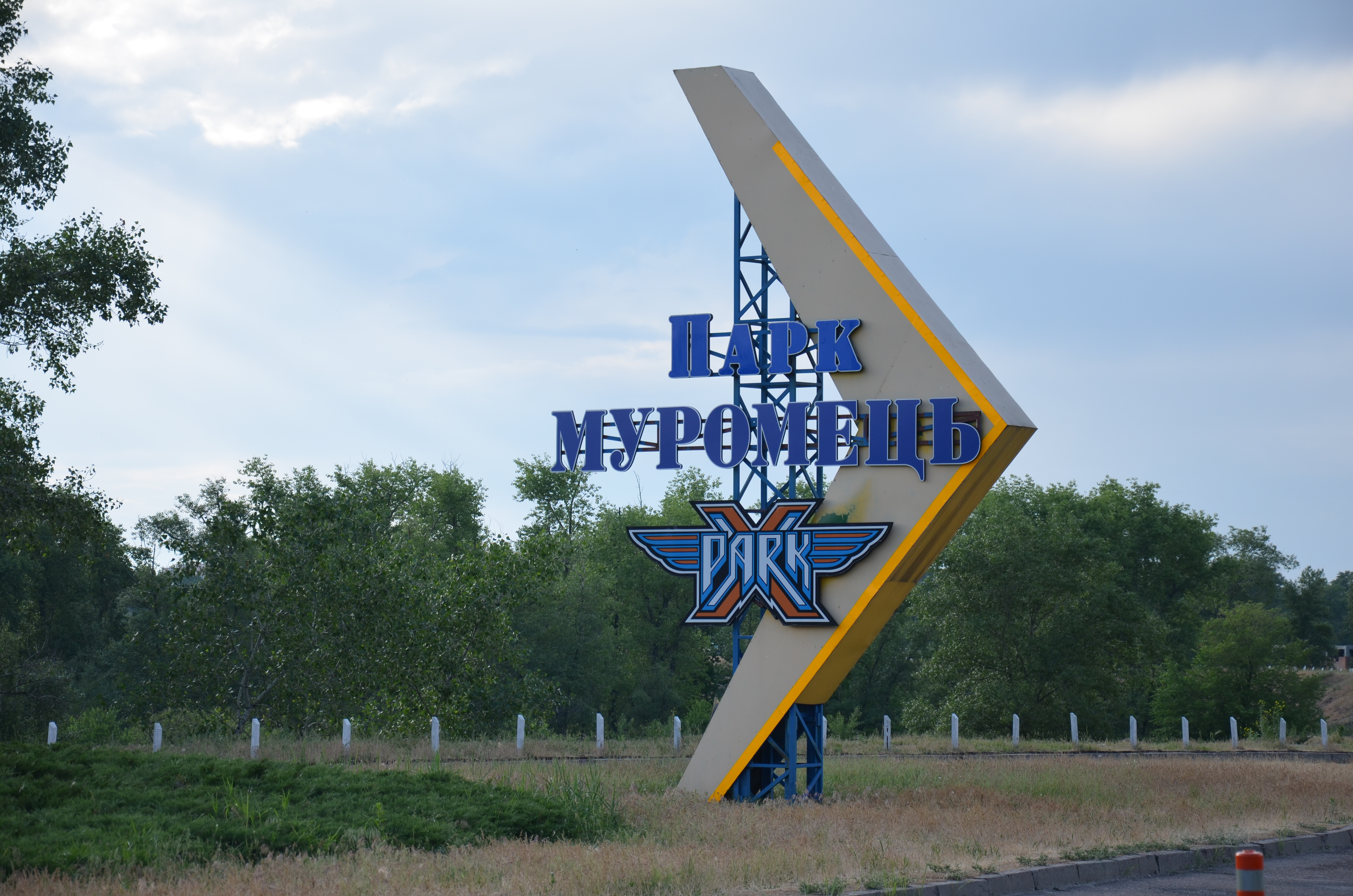
Парк Муромець

Ділиться на декілька зон, серед яких:
- меморіальна (круглий партерний сад з 15 секторами);
- дитяча;
- водно-спортивна;
- пляжі.

У 1987 році острів Муромець, що відноситься до Оболонського району, разом з парком Дружби народів «переведений» у Деснянський район.
Парк ще з 1994 року зарезервований під створення об'єкту заповідного фонду. Також його планують включити до Національного природного парку «Голосіївський».

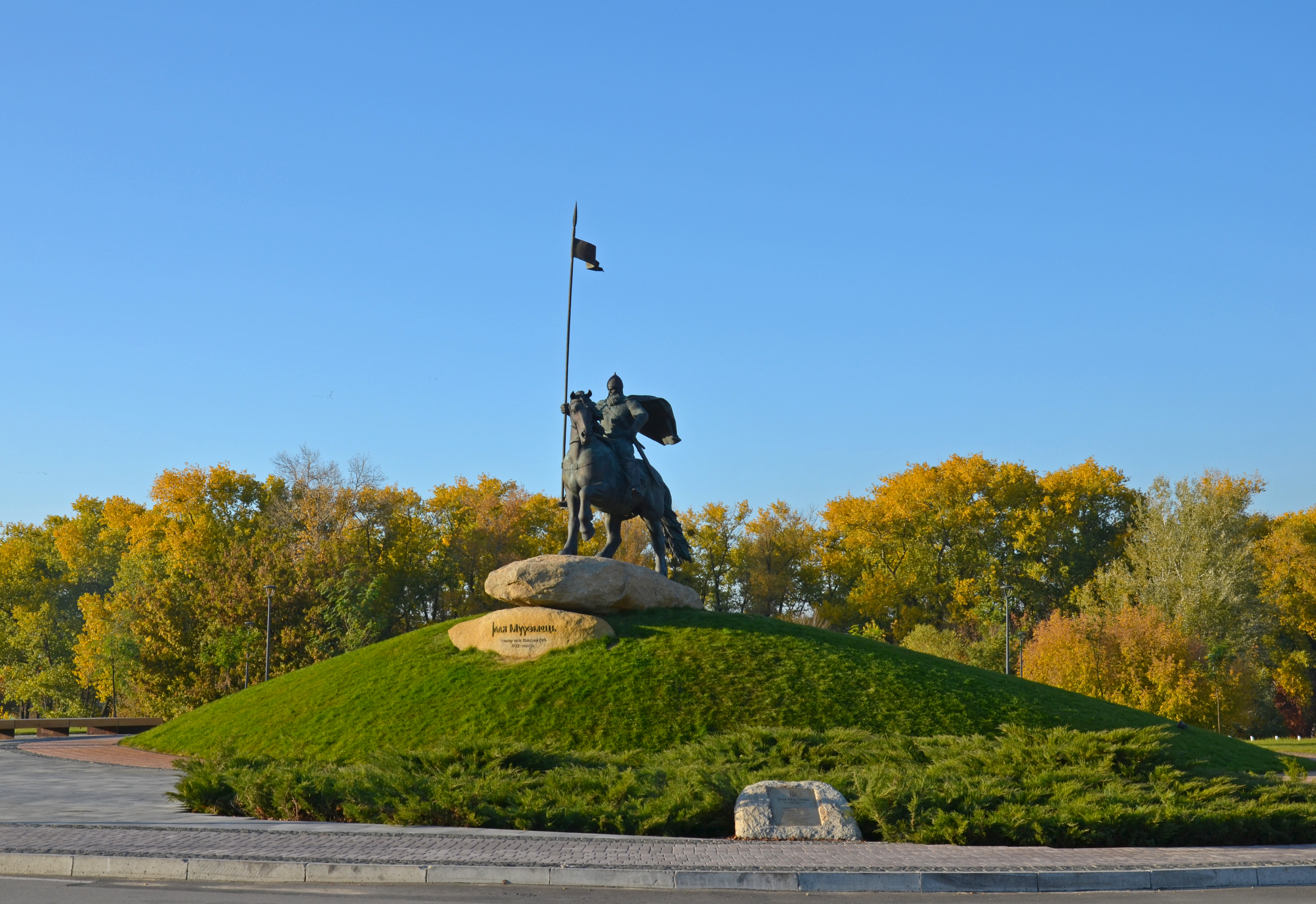
Ілля Муромець на вході в парк

У парку розташовані клуб водних видів спорту «Екстремальная тяга» з воднолижною канатно-буксировочною дорогою (довжина кільця канатної дороги — 560 метрів), майданчик для гри в пейнтбол клубу «Планета», велоклуб «PARTYZAN», працюють кафе, ресторан.
Вхід у парк безкоштовний.

## Меморіальний сад

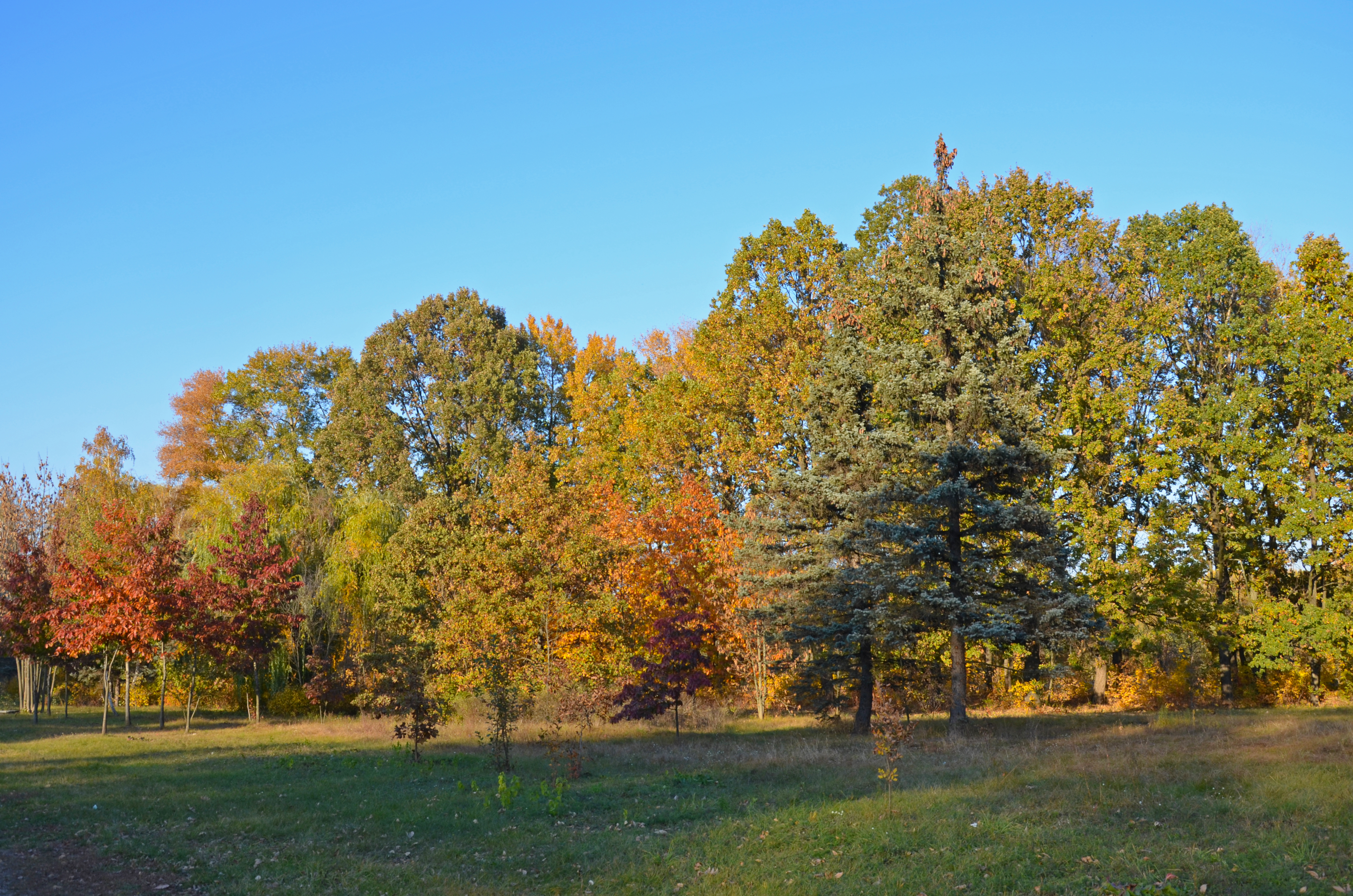
Парк Муромець, осінь

Суть колишньої назви парку (Дружби народів) за радянських часів була відображена меморіальним садом, в якому при закладенні було висаджено 15 видів різних рослин, що символізували "дружбу між республіками СРСР". Серед цих рослин: явір, барбарис Тунберга, татарські клен та явір, червоний дуб, звичайна і срібляста ялина, сосна та дрібнолистова липа. Плюс до цього - декілька кленів та кущів: барбарис, кущові верби, айва, жасмин та тумбарга. Для цієї флори було виділено п'ятнадцять діагоналей, на які ділився увесь парк.

## Пляж
В 2017 на пляжі «Чорторий» з'явилися зручні доріжки, туалет, парковка. Є можливість орендувати лежак або пуф, альтанку на шість чоловік та мангал.
На пляжі споруджено спортивний майданчик, настільний футбол, танцювальна зона з дзеркалами. Встановлено дитячий батут.